# San Andrés (Petén)
San Andrés – miasto w północnej części Gwatemali w departamencie Petén, leżące około 3 km, po drugiej stronie jeziora Petén Itzá co stolica departamentu, jednak w odległości drogowej ponad 20 km.
Jest siedzibą władz gminy o tej samej nazwie, która w 2012 roku liczyła 42 941 mieszkańców. Gmina jest największą obszarowo gminą Gwatemali, a jej powierzchnia obejmuje 8874 km². Na terenie gminy znajduje się wiele zabytków kultury Majów, z których większość leży w Rezerwacie Biosfery Majów (hiszp.) Reserva de la Biosfera Maya. Jednym z najbardziej znanych zespołów zabytków Majów jest Tikál.